# Mark Huizinga

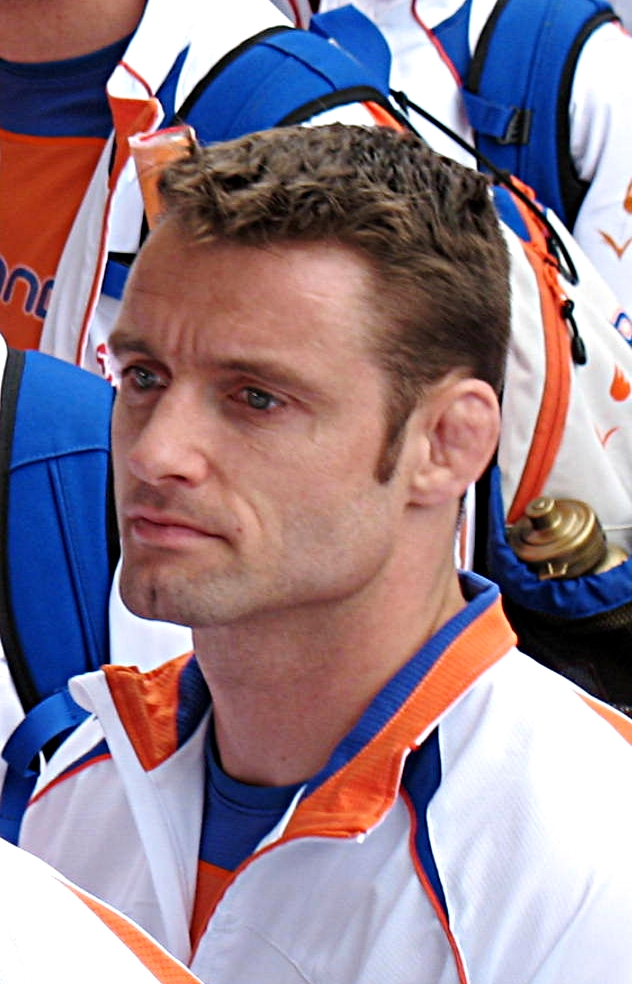
Mark Huizinga 2008

Mark Huizinga (* 10. September 1973 in Vlaardingen) ist ein niederländischer Judoka.
Bei den Olympischen Spielen 2000 in Sydney wurde er Olympiasieger in der Gewichtsklasse bis 90 kg. Vier Jahre zuvor bei den Spielen 1996 in Atlanta gewann er bereits in der Gewichtsklasse bis 86 kg eine Bronzemedaille. Bei der Eröffnungsfeier der Olympischen Spiele 2004 in Athen war Huizinga Fahnenträger der niederländischen Olympiamannschaft, beim olympischen Judoturnier gewann er erneut eine Bronzemedaille. Bei seiner vierten Olympiateilnahme 2008 in Peking belegte er den 15. Platz. 2005 gewann er mit Bronze seine einzige Weltmeisterschafts-Medaille. Huizinga gewann insgesamt zwölf Medaillen bei Europameisterschaften, davon fünf Goldmedaillen (1996, 1997, 1998, 2001 und 2008). Achtmal gewann Huizinga bei Militärweltmeisterschaften, zwölfmal war er niederländischer Landesmeister. 1998 und 2000 wurde Huizinga zum Europäischen Judoka des Jahres gewählt.
Nach dem Studium der Angewandten Informatik an der Hochschule für Wirtschaft (HES) in Amsterdam trat Huizinga in die niederländische Königliche Armee ein. Dort hat er den Rang eines Leutnants inne.